# Greed (телеигра, Великобритания)
Greed (с англ. — «Алчность»), стилизованное написание Gr££d) — британская телеигра, созданная на основе американского шоу «Greed» и выходившая в 2001 году на британском 5 телеканале. Ведущим шоу был Джерри Спрингер. В каждом выпуске игроки боролись за денежный приз размером до 1 миллиона фунтов стерлингов.

## Правила игры

### Отборочный тур
В самом начале игры шесть игроков в студии становились за стол. Ведущий задавал им вопрос, ответ на который представлял собой число. На планшете игроки вводили свой вариант ответа: тот игрок, чей ответ оказывался ближе всего к верному, становился капитаном команды. Далее в порядке убывания от верного ответа четыре игрока входили в его команду. Тот игрок, чей ответ оказывался дальше всего от верного, покидал игру.

### Основная игра
В игре 8 вопросов разной стоимости. Для выигрыша разыгрываемой суммы необходимо дать один или несколько верных ответов в зависимости от сложности вопроса. С каждым раундом число вариантов ответа будет возрастать. Если команда даст хотя бы неверный ответ, она автоматически проигрывает все заработанные деньги и уходит из студии ни с чем. После данного игроком ответа капитан может принять его или изменить. В случае с выбором нескольких верных ответов игрок может изменить только один вариант ответа. После верного ответа на вопрос игры команда имеет право остановиться и забрать выигранные деньги или же продолжить игру дальше. Решение принимает капитан, который может общаться с игроками только при помощи жестов или мимики.
| Номер вопроса | Стоимость  | Число вариантов ответа | Верных ответов |
| ------------- | ---------- | ---------------------- | -------------- |
| 1             | £5,000     | 4                      | 1              |
| 2             | £10,000    | 4                      | 1              |
| 3             | £20,000    | 5                      | 2              |
| 4             | £50,000    | 6                      | 3              |
| 5             | £100,000   | 7                      | 4              |
| 6             | £250,000   | 8                      | 4              |
| 7             | £500,000   | 8                      | 4              |
| 8             | £1,000,000 | 9                      | 4              |

### Условия после 5-го вопроса
Начиная с 5-го вопроса перед каждым вопросом проводится мини-игра «Терминатор». Один из игроков выбирается компьютером и получает предложение: 5 тысяч фунтов стерлингов в качестве несгораемой суммы в обмен на участие в игре. В случае согласия игрока он выбирает себе противника. Обоим задаётся вопрос: тот, кто раньше нажмёт кнопку, должен дать ответ. В случае верного ответа игрок остаётся в игре и забирает накопленную противником долю, в случае неверного — уходит из игры, отдавая накопленную долю противнику. Игрок имеет право отказаться от игры «Терминатор», тогда состав команды не изменится.
Начиная с 5-го вопроса команде предоставляется бонус «fr££bie», который можно использовать один раз за игру: при его использовании на одном из вопросов компьютер уберёт один неверный ответ. При проверке трёх вариантов ответа ведущий предлагает капитану взятку в размере 10% от разыгрываемой суммы: в случае принятия взятки команда разделит эту взятку и не будет де-юре проверять четвёртый ответ. В случае отказа капитана от взятки проверяется четвёртый ответ.

## Рекорды
Рекордный выигрыш в размере 250 тысяч фунтов стерлингов забрала команда Шона Уоллеса, юриста, который известен по участию во многих британских телеиграх.